# Rážův mlýn
Rážův mlýn (Podskalský) je zaniklý vodní mlýn v Praze 4-Modřanech, který stál na Libušském potoce jihozápadně od kostela.

## Historie
Vodní mlýn vznikl jako druhý v Modřanech až v roce 1702. Postavilo jej panství Dolní Břežany a vrchnost jej pouze pronajímala. Roku 1864 mlýn odkoupila rodina Rážových, která jej vlastnila až do roku 1936. Poslední z rodu Karel Ráž jej nabídl k prodeji, ale pro velkou konkurenci se zájemce nenašel a mlýn v tom roce ukončil provoz. Rybník nad mlýnem byl roku 1958 zavezen a poničená budova zbořena v 70. letech 20. století.

## Popis
U Libušského potoka, asi 400 metrů od mlýna v místě zvaném „v Potočkách“, byl pravděpodobně roku 1864 založen rybník zvaný Rážův. Byl napájen vodou z potoka, ale vlastní koryto potoka bylo níž.
Mlynář postavil na potoce stavidlo pro regulaci přítoku vody do rybníka a tu přiváděl zvláštním kanálem. Na hrázi rybníka bylo další stavidlo pro pouštění vody do náhonu. Náhonem pak voda tekla na mlýnské kolo a poté se vracela do Libušského potoka. Koryto potoka bylo v místech Komořanské ulice překlenuto můstkem.
Hráz rybníka zpevňovaly topoly a podél potoka rostly olše, akáty, břízy, lípy i kaštany.
Mlýn měl jedno vodní kolo na svrchní vodu, hltnost 0,14 m³/s, spád 5,14 metru a výkon 6,05 HP.